# Windsbach
Windsbach è una città tedesca situata nel land della Baviera. È bagnato dal fiume tedesco Rezat Francone.